# Żuprany
Żuprany (biał. i ros. Жупраны) – wieś w rejonie oszmiańskim obwodu grodzieńskiego Białorusi nad rzeką Oszmianką, centrum administracyjne sielsowietu.

## Historia
Z powodu zarazy zebrał się tu w grudniu 1625 roku sejmik oszmiański.
W czasach zaborów dobra i miasteczko w gminie Soły, w powiecie oszmiańskim, w guberni wileńskiej Imperium Rosyjskiego. W 1866 roku miasteczko liczyło 284 mieszkańców w 57 domach. Był tu kościół, żydowski dom modlitw, tartak i młyn. Folwark liczył 13 mieszkańców w 1 domu. W 1905 miasteczko liczyło 793 mieszkańców, 321 dziesięcin; folwark liczył 35 mieszkańców, 137 dziesięcin, należał do Hutten-Czapskich.
Na miejscowym cmentarzu został pochowany Franciszek Bohuszewicz. W miejscowości został ustawiony też jego pomnik.
W 1931:
- miasteczko w 124 domach zamieszkiwało 657 osób[6].
- folwark[a] w 1 domu zamieszkiwało 12 osób[6].
- plebania[b] w 2 domach zamieszkiwało 10 osób[6].

Wierni należeli do miejscowej parafii rzymskokatolickiej i prawosławnej w Oszmianie. Miejscowość podlegała pod Sąd Grodzki w Oszmianie i Okręgowy w Wilnie; mieścił się tu urząd pocztowy obsługujący cześć gminy Soły.
Podczas okupacji hitlerowskiej, w lipcu 1941 roku Litwini utworzyli getto dla żydowskich mieszkańców. Przebywało w nim około 200 osób. Latem 1942 roku Niemcy zlikwidowali getto, a Żydów wywieziono do getta w Oszmianie, a następnie zamordowano. 
W 1875 roku zbudowano w Żupranach kościół pw. św. św. Piotra i Pawła. Nadano mu stylistykę neogotycką. W 1905 roku obraz św. Jana Chrzciciela dla kościoła namalował malarz i konserwator Aleksander Borawski. 